# Story City
Story City är en stad (city) i Story County i Iowa. Vid 2010 års folkräkning hade Story City 3 431 invånare.

## Kända personer från Story City
- Zach Nunn, politiker